# Gara Kelenföld-Budapesta
Gara Kelenföld (în maghiară Kelenföld vasútállomás) este a patra cea mai aglomerată gară din Budapesta (după gările Keleti, Déli și Nyugati). Deschisă în 1861, este situată la sud-vest de centrul orașului, în cartierul Kelenföld din Újbuda (sectorul 11).
Astăzi, Kelenföld este o gară foarte aglomerată, pe aici trecând aproape toate transporturile de pasageri și marfă operate de MÁV spre regiunea Transdanubia.
Gara este stația terminus a Liniei 4 a metroului din Budapesta, deschisă la 28 martie 2014.

## Conexiuni transport public
Gara Kelenföld este situată la sud-vest de centrul orașului, în Újbuda (sectorul 11) în cartierul Kelenföld.
- Metrou:
- Tramvai:  1, 19, 49
- Autobuz:  8E, 40, 40B, 40E, 53, 58, 87, 88, 88A, 88B, 101B, 101E, 103, 108E, 141, 150, 153, 154, 172, 173, 187, 188, 188E, 250, 250B, 251, 251A, 272
- Autobuze naționale și regionale:  689, 691, 710, 712, 715, 720, 722, 724, 725, 727, 731, 732, 734, 735, 736, 760, 762, 763, 767, 770, 774, 775, 777, 778, 798, 799
- Autobuze de noapte:  901, 907, 918